# Allans Vargas
Allans Vargas (sinh ngày 25 tháng 9 năm 1993) là một cầu thủ bóng đá người Honduras thi đấu cho Real España. Anh đại diện Honduras ở giải bóng đá tại Thế vận hội Mùa hè 2016.

## Sự nghiệp quốc tế
Vargas lần đầu được triệu tập vào đội tuyển Honduras thi đấu giao hữu trước Belize vào tháng 10 năm 2016.